# Sawley (Yorkshire du Nord)
Pour les articles homonymes, voir Sawley.
Sawley est un village et une paroisse civile du Yorkshire du Nord, en Angleterre.